# Doron des Allues
Pour les articles homonymes, voir Doron et Les Allues.
Le Doron des Allues est une rivière française, affluent gauche du Doron de Bozel, et donc sous-affluent du Rhône par l'Isère. Le Doron des Allues coule en région Auvergne-Rhône-Alpes, dans le département de la Savoie.

## Géographie

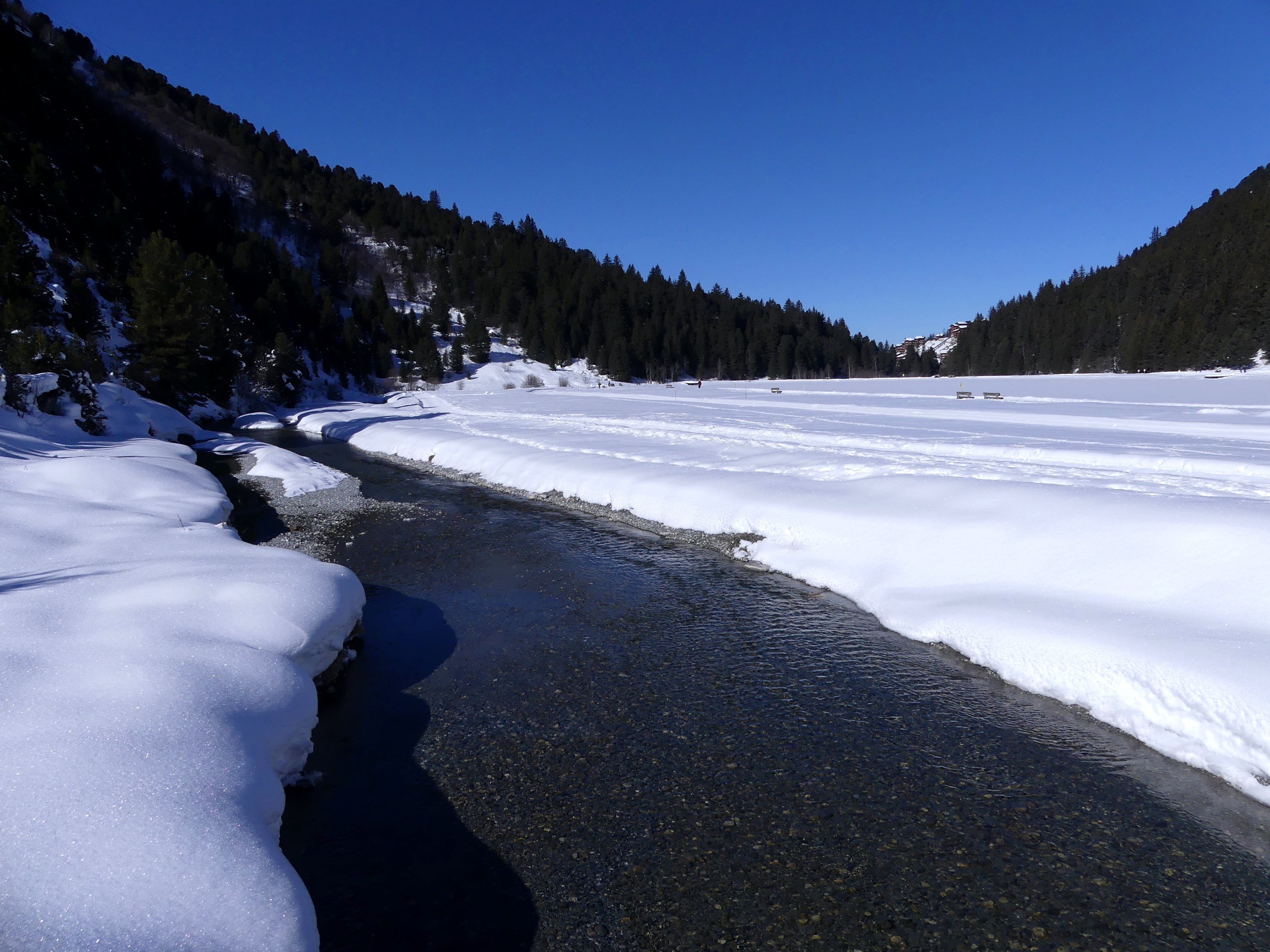
Le Doron des Allues au Plan de Tuéda près de Méribel-Mottaret.

La longueur de son cours d'eau est de 20,9 km.
La rivière naît du Glacier de Gébroulaz dans le massif de la Vanoise, à la limite du parc national de la Vanoise, dans le département de la Savoie. Elle coule de manière générale vers le nord.

### Communes et cantons traversés
Dans le seul département de la Savoie, le Doron des Allues traverse trois communes, et un seul canton :
- dans le sens amont vers aval : Les Allues, la Perrière, Brides-les-Bains.

Soit en termes de cantons, elle prend sa source et conflue dans le même canton de Bozel, donc dans l'arrondissement d'Albertville.

### Bassin versant
Le Doron des Allues traverse une seule zone hydrographique 'Le Doron du bozel du Doron des Allues au Doron de Belleville' (W023) de 433 km2 de superficie. Ce bassin versant est constitué à 97,04 % de « forêts et milieux semi-naturels », à 1,50 % de « territoires artificialisés », à 1,44 % de « territoires agricoles ». 

### Organisme gestionnaire
L'organisme gestionnaire est l'APTV ou l'Assemblée du Pays Tarentaise Vanoise, par l'intermédiaire d'un contrat de bassin versant.

## Affluents
Le Doron des Allues a quatorze petits affluents référencés :
- ----- Le ruisseau de Chanrouge (rd) 2,2 km sur la seule commune Les Allues[notes 2].
- Le ruisseau du Vallon (rg) 4,8 km sur la seule commune Les Allues[notes 3].
- Le ruisseau des Plattières (rg) 2,9 km sur la seule commune Les Allues[notes 4].
- ----- Le ruisseau de la Rosière (rd) 1,1 km sur la seule commune Les Allues[notes 4].
- Le ruisseau de Bourbon (rg) 1,8 km sur la seule commune Les Allues[notes 4].
- Le ruisseau de la Combe Baudry (rg) 1,5 km sur la seule commune Les Allues[notes 5].
- Le ruisseau de la Croix (rg) 2,1 km sur la seule commune Les Allues[notes 4].
- Le ruisseau de la Grande Combe (rg) 2,2 km sur la seule commune Les Allues[notes 4].
- ----- Le Grand Nant (rd) 3,1 km sur la seule commune Les Allues[notes 5].
- Le ruisseau de l'Hôpital (rg) 2,3 km sur la seule commune Les Allues[notes 4].
- ----- Le ruisseau Nant Bonnet (rd) 1,2 km sur la seule commune Les Allues[notes 5].
- Le ruisseau de la Fontaine Noire (rg) 3,4 km sur la seule commune Les Allues[notes 5].
- Le ruisseau du Pré de la Cour (rg) 2,6 km sur la seule commune Les Allues[notes 5].
- Le ruisseau de Panloup (rg) 2,6 km sur la seule commune Les Allues[notes 6].

Donc son rang de Strahler est de deux.

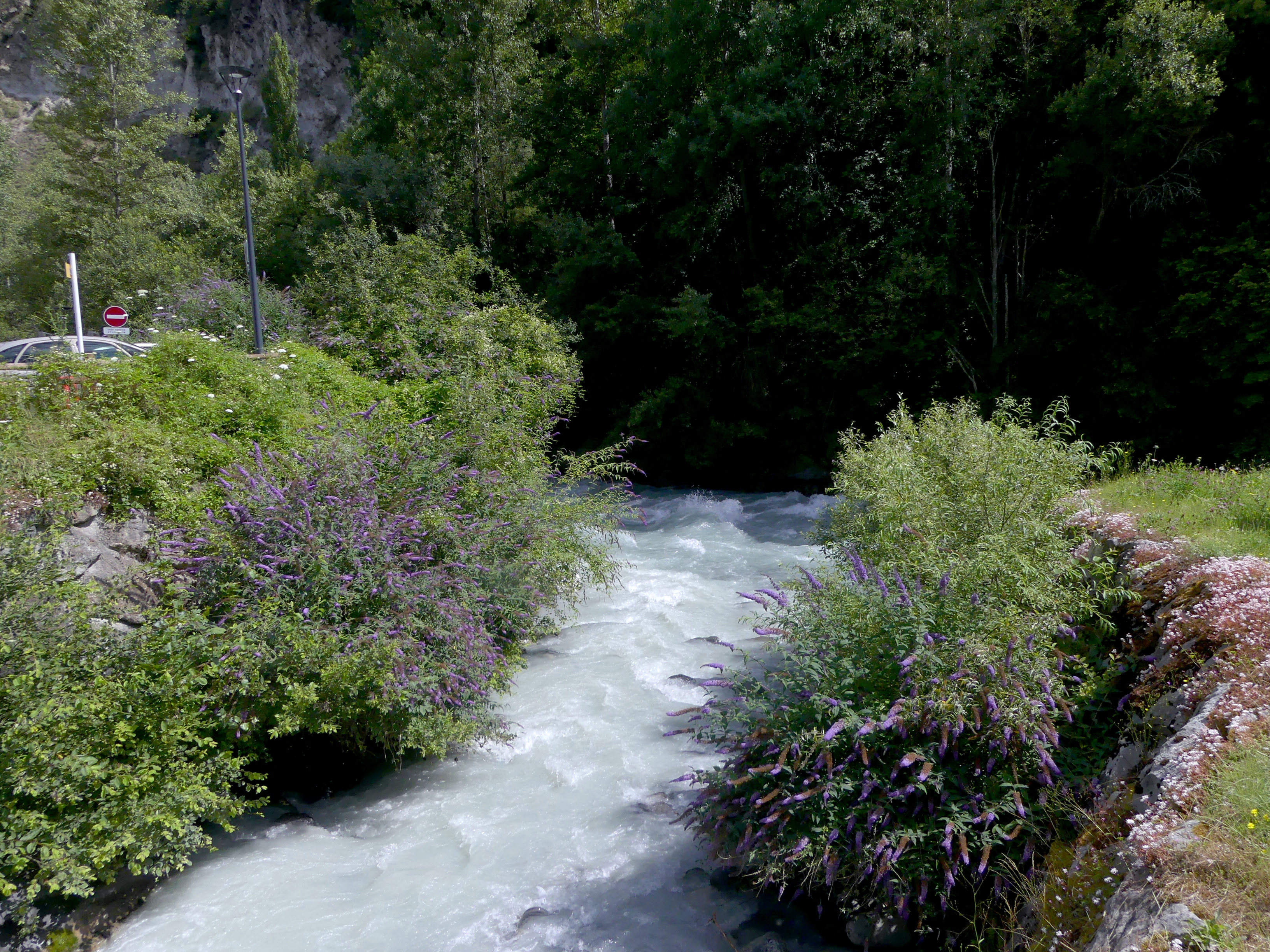
Confluence dans le Doron de Bozel.

## Hydrologie

### Le Doron des Allues au Raffort
Le débit moyen annuel du Doron des Allues a été calculé sur treize ans à Le Raffort. Il se monte à 1,88 m3/s pour 65 km2 de bassin. La rivière présente des fluctuations saisonnières de débit typiques d'un régime nival, avec des hautes eaux de printemps-été dues à la fonte des neiges et portant le débit mensuel moyen au niveau de 3,4 à 5,25 m3/s de mai à juillet août inclus (avec un maximum en juin), et un long étiage de fin d'automne-hiver, de novembre à mars, entraînant une baisse du débit moyen mensuel jusqu'à 0,4 m3/s au mois de février.

### Étiage ou basses eaux
Le VCN3 peut chuter jusque 0,247 m3/s, en cas de période décennale sèche.

### Crues
Les débits concernant les crues ne sont pas disponibles.

### Lame d'eau et débit spécifique
La lame d'eau écoulée dans le bassin versant de la rivière est de 911 millimètres annuellement, ce qui est fort élevé, mais tout à fait normal en Savoie. Le débit spécifique (Qsp) se monte ainsi à 28,9 litres par seconde et par kilomètre carré de bassin.

## Aménagement hydroélectrique
EDF a installé une galerie souterraine captant les eaux du Doron des Allues, du Doron de Belleville (prise d'eau de Praranger), du Torrent des Encombres, du Nant Brun, du Morel  de l'Eau Rousse, du Bridan et du Nant-Pérou. Elle conduit ces dernières au barrage de la Coche, construit en 1972 et situé à 1 400 m d'altitude. Sa capacité est de 2,1 millions de m3. Ces eaux sont ensuite turbinées à la centrale de La Coche (commune d'Aigueblanche). C’est sur ce site qu’a été expérimenté la première station de transfert d’énergie par pompage, pour utiliser les excès de kWh d’origine nucléaire en heures creuses. Ces kWh inutilisés servent à pomper et à refouler l’eau du bassin d’aigueblanche vers la centrale de La Coche.